# Piedras Negras
Piedras Negras är en ort i kommunen Piedras Negras i norra Mexiko och är belägen i delstaten Coahuila, längs floden Río Bravo del Norte (Rio Grande) vid gränsen mot delstaten Texas i USA. Folkmängden uppgår till cirka 155 000 invånare. Staden grundades 1849 och ändrade sitt namn till Ciudad Porfirio Díaz år 1888, vilket efter den mexikanska revolutionen ändrades tillbaka till ursprungsnamnet. Piedras Negras kan översättas med ungefär svarta stenar, vilket syftar på de kolfyndigheter som gjorts i området. På andra sidan gränsen, i USA, ligger staden Eagle Pass. 

## Storstadsområde
Storstadsområdet, Zona Metropolitana de Piedras Negras, omfattar kommunerna Piedras Negras och Nava. Folkmängden uppgår till nästan 190 000 invånare.